# Klein Schwechten
Klein Schwechten (letteralmente "Schwechten piccola", in contrapposizione alla vicina Groß Schwechten – "Schwechten grande") è una frazione del comune tedesco di Rochau.
Fino al 31 dicembre 2010 ha costituito un comune autonomo.